# Stazione di Mossa
La stazione di Mossa era una fermata (precedentemente stazione) sita a Mossa sulla linea ferroviaria Udine-Trieste.

## Storia
I binari della ferrovia che congiungeva Gorizia a Udine, realizzata nel 1860, avevano separato il centro del paese dalla zona degli Olivers. Verso la fine del secolo le amministrazioni di Mossa cominciarono ad intravedere le opportunità che la ferrovia offriva per la crescita del paese. Nodo centrale di queste fu la realizzazione di una stazione.
Nei primi anni ottanta del 1800 si cominciò a parlare dei vantaggi che una fermata ferroviaria a Mossa avrebbe presentato anche per i paesi del Collio. Sarebbe stata infatti quella più facilmente raggiungibile dai loro abitanti per mezzo della strada che attraversava la conca del Preval, strada che gli stessi comuni di San Martino, Vipulzano e San Floriano chiesero fosse dichiarata regionale. Al tempo stesso Mossa poteva essere considerata centrale rispetto Lucinico, San Lorenzo e Capriva: un bacino d'utenza rispettabile, che avrebbe facilmente giustificato l'investimento.
La cosa si trascinò nel tempo. Appena dieci anni dopo, nel 1892, venne pubblicato sulla stampa locale l'annuncio che una fermata ferroviaria sarebbe stata presto attivata. Il Comune si era impegnato a partecipare alle spese, ciò che fece versando nel corso del 1896 alla società ferroviaria meridionale la non trascurabile somma di 800 fiorini asburgici. Le contemporanee richieste dei paesi vicini avevano rallentato l'iter, che si sarebbe presto sbloccato con la realizzazione della fermata al casello già esistente presso i casali Olivers. L'apertura effettiva della stazione si ebbe nel maggio del 1899, con una grande festa campestre.
Arrivò il primo treno: era la prima domenica che il colosso di ferro fischiante e sbuffante che finora con tutta la sua velocità le passava dinanzi, rallentasse la corsa a Mossa e vi deponesse gli ospiti copiosi e festanti. I festeggiamenti si replicarono l'anno successivo con la festa da ballo, con tanto di fuochi artificiali di fronte alla stazione. Negli anni seguenti il comune si adoperò per ampliare le strutture della stazione ed aumentare le fermate, adducendo l'aumento dei passeggeri. Fu iniziato anche l'iter per ottenere uno scalo merci, di cui si intuivano le potenzialità economiche.
Nel 1905 l'amministrazione comunale chiese a tal fine l'appoggio della Camera di Commercio al progetto. La pratica si trascinò fino agli anni a ridosso della Grande Guerra. Le diverse amministrazioni comunali di Mossa cercarono di interessare i propri referenti politici provinciali e regionali per sbloccare la situazione, proponendo soluzioni ovviamente contrastate con ampiezza di argomenti della parte avversa. L'ultimo intervento di cui si ha notizia, ad opera di Luigi Faidutti. sembrava aver definitivamente sbloccato la situazione, ma la guerra provvide a chiudere il caso.
Ad inizio 2022 si è incominciato a parlare di un'eventuale riapertura al traffico viaggiatori.
Ad inizio 2023 è stato confermato dal consigliere regionale del Friuli-Venezia Giulia Diego Bernardis che la fermata di Mossa sarà riattivabile entro il 2026.

## Strutture e impianti
In passato disponeva di uno scalo, dalla singola linea ferroviaria della tratta Cormons-Gorizia, nella stazione di Mossa erano presenti tramite scambi tre binari, più un binario tronco per il carico e scarico merci, con le realizzazione del doppio binario nella tratta Gorizia Cormons negli anni '80, vennero smantellati sia il terzo binario che il binario tronco.
Negli ultimi anni la stazione a seguito della chiusura della struttura del presidio e biglietteria, la stessa veniva servita con otto treni giornalieri, con la sola fermata, e con l'introduzione dell'orario cadenzato introdotto, non è più servita da treni dal 15 dicembre 2013.